# Phelpsiella
Phelpsiella é um género botânico pertencente à família Rapateaceae, presente na Venezuela. Contém uma única espécie aceite, Phelpsiella ptericaulis Maguire.